# Георгий Иванов
Гео̀ргий Владѝмирович Ива̀нов (на руски: Георгий Владимирович Иванов) е руски поет, писател и литературен критик.
Роден е на 10 ноември (29 октомври стар стил) 1894 година в Седа, Ковненска губерния, в семейството на офицер с беларуски благороднически произход. През 1905 година е изпратен във военно училище, където остава до 1911 година. По това време започва да публикува стихове и се включва активно в литературния живот в Санкт Петербург, близък е с поета Николай Гумильов и течението на акмеизма. През 1922 година, след установяването на комунистическия режим, напуска страната и през следващата година се установява в Париж. Там той е сред водещите поети на руската емиграция.
Георгий Иванов умира на 26 август 1958 година в Йер.